# Lančić
Lančić je naseljeno mjesto u Republici Hrvatskoj u Varaždinskoj županiji. 

## Zemljopis
Administrativno je u sastavu grada Ivanca. Naselje se proteže na površini od 0,49 km². 

## Stanovništvo
Prema popisu stanovništva iz 2001. godine u Lančiću žive 322 stanovnika i to u 86 kućanstava. Gustoća naseljenosti iznosi 657,14 st./km².
| broj stanovnika | 137   | 130   | 159   | 191   | 236   | 285   | 276   | 297   | 286   | 299   | 310   | 311   | 347   | 338   | 322   | 299   | 291   |
|                 | 1857. | 1869. | 1880. | 1890. | 1900. | 1910. | 1921. | 1931. | 1948. | 1953. | 1961. | 1971. | 1981. | 1991. | 2001. | 2011. | 2021. |